# Moving North
|  | Denne artikel er oprettet af botten PalnaBot ud fra en ekstern database. Den kan derfor have sproglige fejl eller mangler. Denne skabelon kan fjernes efter kontrol af indholdet. |

Moving North er en dokumentarfilm fra 2003 instrueret af Ulrik Wivel.

## Handling
Fra kampsport til klassisk dans, fra trance til animeret dans, fra hverdagsdans til tænksom dans. »Moving North« er en antologi med ti korte dansefilm fra de fem nordiske lande. Koreografer og filmmagere har samarbejdet om et udtryk, der forener kropssprog med billedsprog. Filmene tager udgangspunkt i kropslige udtryk, og begrebet "dans" fortolkes bredt. Størsteparten af filmene rummer en fortælling, og snarere end "filmet ballet" er der tale om ti koncentrerede billedfortællinger, som stilistisk spænder fra videomanipulerede og abstrakte forløb over sprælske dagdrømme til hverdagsnære optrin; geografisk fra norske naturscenerier til forstædernes indkøbscentre; og mentalt fra erotiske magtkampe i soveværelset til en femtenårig piges sorgarbejde efter tabet af en bedstefar.